# Муниципальное образование город Пугачёв
Муниципальное образование город Пугачёв — городское поселение в Пугачёвском районе Саратовской области Российской Федерации.
Административный центр — город Пугачёв.

## История
Статус и границы городского поселения установлены Законом Саратовской области от 27 декабря 2004 года № 89-ЗСО «О муниципальных образованиях, входящих в состав Пугачёвского муниципального района».

## Население
| 2009    | 2010    | 2011    | 2012    | 2013    | 2014    | 2015    |
| ------- | ------- | ------- | ------- | ------- | ------- | ------- |
| 42 895  | ↘42 561 | ↘42 556 | ↘42 390 | ↘42 155 | ↗42 163 | ↘42 133 |
| 2016    | 2017    | 2018    | 2019    | 2020    | 2021    |         |
| ↘42 050 | ↘41 818 | ↘41 645 | ↗41 675 | ↘41 402 | ↘40 976 |         |

## Состав городского поселения
| № | Населённый пункт | Тип населённого пункта        | Население |
| - | ---------------- | ----------------------------- | --------- |
| 1 | Пугачёв          | город, административный центр | ↘40 127   |
| 2 | Пугачёвский      | посёлок                       | ↗849      |